# Haplocolpodes
Haplocolpodes is een geslacht van kevers uit de familie van de loopkevers (Carabidae). De wetenschappelijke naam van het geslacht is voor het eerst geldig gepubliceerd in 1951 door Jeannel.

## Soorten
Het geslacht Haplocolpodes omvat de volgende soorten:
- Haplocolpodes alluaudianus (Basilewsky, 1946)
- Haplocolpodes basilewskyanus (Jeannel, 1948)
- Haplocolpodes brachyderus (Jeannel, 1951)
- Haplocolpodes descarpentriesi (Alluaud, 1932)
- Haplocolpodes lithopius (Basilewsky, 1970)
- Haplocolpodes perrieri (Alluaud, 1899)
- Haplocolpodes renaudianus (Jeannel, 1951)
- Haplocolpodes vietteanus (Basilewsky, 1970)
- Haplocolpodes viridiaureus Basilewsky, 1985